# Географія Севастополя

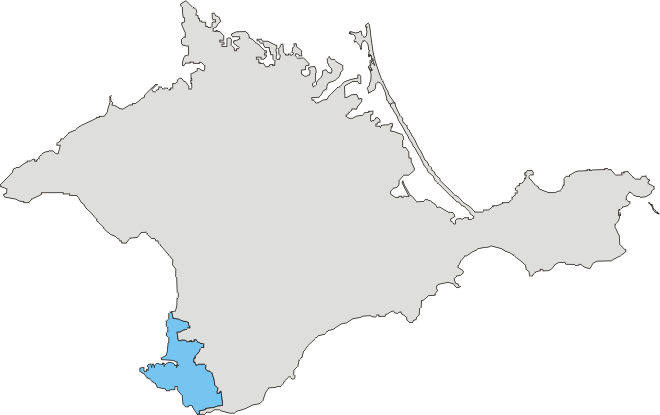
Севастопольський регіон на карті Кримського півострова

Місто Севастополь розташоване на південному заході Кримського півострова на обох берегах Севастопольської бухти. Територія міста Севастополя як регіону (великий Севастополь) відрізняється складним рельєфом та різними геоморфологічними, гідрографічними і кліматичними умовами. Великий Севастополь, чия площа становить 1079 км2 (включно з 216 км2 внутрішніх вод разом з бухтами), забудований дуже нерівномірно: південний і північний береги Севастопольської бухти займають міські квартали Севастополя, на східному березі, в гирлі річки Чорної розташований Інкерман, на південний схід від Севастополя лежить Балаклава, біля північної межі, в гирлі однойменної річки, розташоване селище Кача.

## Загальна характеристика

### Географічне положення
Місто Севастополь розташоване в південно-західній частині Криму на Гераклейському півострові. Територія «великого Севастополя» межує з адміністративними одиницями Автономної Республіки Крим — на північному сході з Бахчисарайським районом, а на південному сході — з територією міста республіканського значення Ялта; загальна довжина сухопутних меж — 106 км. На заході і півдні територія «великого Севастополя» обмежена береговою лінією Чорного моря, загальна протяжність якої становить 152 км. Крайніми точками є:
- на півночі — мис Лукул;
- на півдні — мис Миколая;
- на заході — мис Херсонес;
- на сході — гора Тез-Баїр на Ай-Петринській яйлі.

### Клімат
Клімат на території «великого Севастополя» близький до субтропічного клімату Південного берега Криму і має свої особливості у двох мікрокліматичних підзонах:
- у передгір'ях — порівняно м'який, морський, помірний континентальний,
- на південно-східному узбережжі — помірний континентальний з рисами субтропічного середземноморського типу.

Середньомісячна температура повітря протягом усього року є додатною. Найхолодніший місяць — січень (середня температура +1,3 С), найтепліший — липень (+23,2 ºС). Температура поверхневого шару води Чорного моря біля узбережжя Севастополя також завжди вища від нуля, а в липні становить 22,2 ºС. Атмосферні опади протягом року випадають досить рівномірно: від 280 до 400 мм за рік. Найсухіший місяць року — травень.
| Клімат Севастополя                             | Клімат Севастополя | Клімат Севастополя | Клімат Севастополя | Клімат Севастополя | Клімат Севастополя | Клімат Севастополя | Клімат Севастополя | Клімат Севастополя | Клімат Севастополя | Клімат Севастополя | Клімат Севастополя | Клімат Севастополя | Клімат Севастополя |
| Показник                                       | Січ.               | Лют.               | Бер.               | Квіт.              | Трав.              | Черв.              | Лип.               | Серп.              | Вер.               | Жовт.              | Лист.              | Груд.              | Рік                |
| Середній максимум, °C                          | 5,9                | 6,0                | 8,9                | 13,6               | 19,2               | 23,5               | 26,5               | 26,3               | 22,4               | 17,8               | 12,3               | 8,1                | 15,9               |
| Середня температура, °C                        | 1                  | 2                  | 5                  | 9                  | 15                 | 20                 | 23                 | 22                 | 18                 | 13                 | 8                  | 3                  | 11                 |
| Середній мінімум, °C                           | −0,2               | −0,4               | 2,0                | 6,1                | 11,1               | 15,5               | 18,2               | 17,9               | 13,9               | 9,9                | 5,4                | 2,0                | 8,5                |
| Температура води, °C                           | 7                  | 7                  | 7                  | 9                  | 14                 | 20                 | 22                 | 22                 | 20                 | 17                 | 12                 | 7                  | 13,7               |
| Норма опадів, мм                               | 26                 | 25                 | 24                 | 27                 | 18                 | 26                 | 32                 | 33                 | 42                 | 32                 | 42                 | 52                 | 379                |
| ---------------------------------------------- | ------------------ | ------------------ | ------------------ | ------------------ | ------------------ | ------------------ | ------------------ | ------------------ | ------------------ | ------------------ | ------------------ | ------------------ | ------------------ |
| Джерело: База даних погоди, Туристичний портал |                    |                    |                    |                    |                    |                    |                    |                    |                    |                    |                    |                    |                    |

Захищена від холодних північних вітрів відрогами хребта Кокіябель висотою 684,1 м, Ласпінська бухта є найтеплішим місцем Севастопольського регіону з средньою температурою січня +5 °C.

## Рельєф
Рельєф регіону складний і різноманітний. На заході та південному сході природною межею регіону є акваторія Чорного моря з урізом води близько 0,25 м вище від рівня світового океану. Найнижчою точкою є Кадиківський кар'єр біля Балаклави з відміткою близько 14 м нижче рівня моря. У материковій частині регіону наявні окраїнні куестові формації трьох основних пасм Кримських гір. Найвище Південне пасмо представлене тут формацією відомою як Балаклавські висоти, Внутрішнє пасмо має на початку Мекензієві гори, а невисоке Зовнішнє пасмо — височину Кара-Тау. Ведуться суперечки про найвищу точку регіону. «Севгеоцентр» трактує їх так: найвищою штучною точкою в міській межі Севастополя визнана телевізійна вишка на Воронцовій горі. Її висота сягає 405,8 м над рівнем моря. При цьому найвищою природною точкою в міській межі Севастополя вважається Сапун-гора, що має висоту 231,7 м над рівнем моря.
Ще більш спірним є підхід до визначення найвищої точки всього севастопольського регіону. Орлинівська сільська рада, на яку припадає близько третини площі регіону, повністю зайнята яскраво вираженими гірськими формаціями. У книзі «Крим. Географічні назви: Короткий словник» зазначено, що найвища точка Севастополя — гора Тарпан-Баїр — 1094,4 м над рівнем моря. Однак топонімічний словник Севастополя справедливо зазначає, що сама гора знаходиться за межами адміністративної межі Севастополя, за 3,5 км на південний схід від села Колгоспне. Однак її західний схил починається в межах регіону. У менш авторитетних джерелах вищою точкою Севастополя помилково називають гору Тез-Баїр (1012,0 метрів над рівнем моря). Тез-Баїр, а точніше її південно-західний схил, який є лише крайньою східною точкою Севастопольського регіону. Сама вершина знаходиться за межами регіону. Картографічний аналіз у свою чергу показує, що найвищою точкою Севастопольського регіону, цілком розташованою в межах його території, є гора Бюзюка (Бузука) висотою 927,0 м. Весь південно-східний кут регіону, що отримав назву Карадазький ліс, повністю зайнятий горами, в яких яскраво виражені карстові форми рельєфу з вирвами і провалами.

#### Гори
На території Севастопольського регіону беруть початок усі три пасма Кримських гір:
- Південне пасмо — Балаклавськими висотами;
- Внутрішнє пасмо — Мекензієвими горами;
- Зовнішнє пасмо — височиною Кара-Тау.

Природною південною межею Севастопольського регіону слугує Ай-Петринська яйла з висотами в межах 600—900 м вище над рівнем моря.

### Ландшафти
Основні типи ландшафтів:
- Сасик-Альмінський — ковилово-степовий, рівнинно-балковий ландшафт (північна частина міста);
- Гераклейський зовнішньокуестовий, ксерофітно-фріганний (займає найбільшу площу);
- Балаклавський низькогірний, окраїнно-пасмовий, лісочагарниковий (район Балаклави);
- Байдарський підгірний, гірськокотловинний, лісостеповий (невеликої площі, на крайньому південному сході Балаклавського району).

### Річки
Територією Севастополя протікають річки Бельбек, Чорна і Кача, що займають у Криму відповідно перше, друге і четверте місця за повноводністю.

### Озера
- Кругле озеро — розташовано у Гагарінському районі.

### Заповідні території
- Бухта Козача — загальнозоологічний, гідрологічний заказник всеукраїнського значення;
- Мис Айя — ландшафтний заказник загальнодержавного значення;
- Мис Фіолент (заказник) — ландшафтний заказник загальнодержавного значення;
- Прибережний аквальний комплекс мису Фіолент;
- Прибережний аквальний комплекс біля Херсонеського заповідника — гідрологічна пам'ятка місцевого значення;
- Сарич-Ласпінський прибережно-аквальний комплекс — гідрологічна пам'ятка природи;
- Скелі Ласпі — заповідне урочище;
- Ушакова балка — ботанічна пам'ятка природи місцевого значення.

### Флора
На території, підпорядкованій місту Севастополь, за новітніми даними, зафіксовано 1859 видів судинних рослин.

## Гераклейський півострів
Гераклейський півострів — трикутний виступ суші в Чорне море на південному заході Кримського півострова, який відділяється Севастопольською бухтою, річкою Чорною, Балаклавською долиною і Балаклавською бухтою. Займає площу близько 10 тисяч га. Півострів являє собою кам'янисте плоскогір'я, посічене балками, яке полого спускається з висот Сапун-гори до Чорного моря. Інша назва півострова — Трахейський. У XIX столітті вживалася також назва Іраклійський.
Гераклейський півострів отримав назву за назвою гераклейських поселенців, які заснували на ньому знаменитий Херсонес. Часом заснування його вважається початок VI століття до н. е., тоді ж було засновано й інші найдавніші колонії греків на Кримському півострові: Феодосію, Пантікапей, Каркініт та інші. Гераклейський півострів оточений з північного боку Севастопольскою бухтою, древньою Ктенунтською затокою, а з заходу і півдня — морем, яке посікло його безліччю бухт, зробивши схожим на Пелопоннес. На південному сході півострів частково відрізається від решти Криму вузькою Балаклавською бухтою, названною у Страбона вузькоустою. Зі сходу ж його відрізає від решти Криму Чорна річка (Біюк Узень, Чоргун та ін.), що біжить у напрямку з південного сходу на північний захід. Її болотиста долина прохідна тільки в небагатьох місцях. Так утворився маленький куток землі, яким оволоділи гераклейські колоністи. Володіючи найширшими засобами для розвитку морської торгівлі, він разом з тим був майже зовсім відокремлений від сусідніх народів, спочатку тавроскіфів, потім готів, потім половців, казар і т. д. Крім того, гераклійці звели стіну для захисту свого східного кордону, починаючи від Балаклавської бухти до гирла Чорної. Ще недавно бачили в цьому напрямку її сліди наші вчені мандрівники: Кларке, Паллас, Мурашок . На цьому просторі процвітало майже дві тисячі років знамените місто, з безліччю навколишніх селищ, заводів і всякого роду торговельних і господарських установ; тут було розведено сади, проведено водопроводи; у місті було багато статуй і храмів; в Інкермані добували камінь; по берегах Каламітської затоки виволікали сіль; рибу ловили не лише вздовж кримських берегів, але й при гирлі Дніпра. Все це везли в Грецію, в Малу Азію, Єгипет, і Херсонес був предметом подиву і заздрості навколишніх племен. Але, маючи багатство, він мав і силу.

## Топографічні карти
- Західний Крим і Севастополь. // Топографічні карти областей України 1:200000, приблизно 2006 року